# What's Your Name? (4Minute)
What's Your Name? è un brano musicale del gruppo musicale sudcoreano 4Minute, utilizzato per promuovere l'EP del 2013 Name Is 4Minute.

## Classifiche
| Classifica (2013) | Posizione massima |
| ----------------- | ----------------- |
| Corea del Sud     | 1                 |